# Babiana karooica
Babiana karooica là một loài thực vật có hoa trong họ Diên vĩ. Loài này được Goldblatt & J.C.Manning mô tả khoa học đầu tiên năm 2007.